# Serra de Tramuntana
La serra de Tramuntana (nom officiel en catalan ; également sierra de Tramontana en castillan) est le principal massif montagneux de l'île de Majorque, dans la communauté autonome et la province des îles Baléares en Espagne, situé dans le nord-ouest de l'île. Son nom fait directement référence à la tramontane, le vent du nord présent dans le massif et soufflant depuis le continent (depuis la France entre le Massif central et les Pyrénées). C'est un massif  essentiellement constitué de moyennes montagnes et de collines côtières qui plongent vers la mer en hautes falaises très découpées.

## Géographie

### Topographie
Le point culminant du massif, le Puig Major, culmine à 1 436 mètres d'altitude à l'ouest de l'île ; c'est le plus haut sommet de Majorque ainsi que des îles Baléares. Il possède une antécime, le Penyal des Migdia (es) (1 386 m). Vient ensuite le Puig de Massanella (1 364 m) puis le Puig de Galatzó (es) avec 1 027 m.
Ce massif possède d'abondantes zones karstiques avec des grottes, des gouffres s'enfonçant sous le niveau de la mer (l'un des plus célèbres est la Cova de sa Bell[réf. nécessaire] profond de −305 m). S'y trouve l'un des gouffres les plus profonds d'Europe[réf. nécessaire], dans le voisinage de Puig Tomir (es) 1 103 m). S'y trouvent de même de profonds canyons, le plus connu pour sa difficulté élevée étant Sa Fosca (ca) ; il débute au réservoir de Gorg Blau (ca), vers le Torrent de Lluc (ca), avec des parois verticales montant jusqu'à 700 m.
Principaux sommets de la serra de Tramuntana :
- Puig Major (1 436 m) et Penyal des Migdia (1 386 m) ;
- Puig de Massanella (1 364 m) ;
- Puig Tomir (1 103 m) ;
- Puig de l'Ofre (ca) (1 090 m) ;
- Serra d'Alfàbia (ca) (1 069 m) ;
- Puig del Teix (ca) (1 064 m) ;
- Puig dels Tossals Verds (ca) (1 028 m) ;
- Puig de Galatzó (1 025 m) ;
- Cornadors (ca) (1 014 m) ;
- Puig Roig (ca) (1 003 m).

### Climat
Grâce à la tramontane, déchargée de son humidité par les dépressions venues de l'océan Atlantique, soufflant avec force à la surface des eaux chaudes du golfe du Lion pour repousser vers le sud-est l'humidité évaporée, les précipitations sont fréquentes. Le massif est régulièrement enneigé en hiver (comme peut l'être aussi le massif montagneux de la Corse grâce au mistral venu de Provence), alimentant ainsi un réseau de rivières permettant les cultures dans la plaine de Majorque. Le climat y est donc nettement moins aride que dans les plaines continentales espagnoles ou dans le Roussillon en France.

### Faune et flore
Dans la partie supérieure du massif montagneux s'observent de nombreuses espèces endémiques qui contrastent avec la végétation méditerranéenne typique qui se trouve dans d'autres parties de l'île.

### Communes
| Commune     | Habitants |
| ----------- | --------- |
| Andratx     | 11 348    |
| Banyalbufar | 627       |
| Bunyola     | 5 910     |
| Calvià      | 50 777    |
| Deià        | 754       |
| Escorca     | 276       |
| Esporles    | 4 696     |
| Estellencs  | 388       |
| Fornalutx   | 732       |
| Pollença    | 16 997    |
| Puigpunyent | 1 763     |
| Sóller      | 13 625    |
| Valldemossa | 1 977     |

## Activités

### Protection environnementale
En juin 2011, le paysage culturel de la serra de Tramuntana, qui a été préservé de l'urbanisation trop rapide par la constitution d'une grande réserve naturelle, a été inscrit sur la liste du patrimoine mondial de l’humanité par l’UNESCO. Ce classement reconnaît le travail multiséculaire de l'homme pour domestiquer la nature et pour permettre la création de vergers et de jardins en terrasses. Grâce à son réseau d'irrigation et des murets parcourant les flancs des collines, les terrasses accueillent toujours orangeraies, vignobles, oliveraies, citronneraies, par exemples.
Ce paysage demeure exceptionnel, tant par sa géologie que par sa couverture forestière, par la qualité des eaux côtières et souterraines, par l'étendue et par la diversité des espèces animales et végétales terrestres et maritimes qui y vivent ou y trouvent abri, par ses paysages (par exemples : Sa Calobra (en) ou Cala Tuent (en)), ou encore par l'héritage préservé de ses constructions religieuses (par exemple : le sanctuaire et le monastère de Lluc ou l'église de Soller) et de ses villages traditionnels.

### Randonnées
La serra de Tramuntana abrite le sentier de grande randonnée majorquin GR 221 ou « Route de pierre sèche » (Ruta de pedra en sec), entre Port d'Andratx et Pollença.
Le GR 222, deuxième sentier de l'île en cours de balisage, y passe en partie, puisqu'il se termine au monastère de Lluc, au nord-est du massif.
Le GR 221 et le GR 222 se croisent près du monastère de Lluc, en contrebas du refuge de Son Amer.

## Dans la culture
L'Archiduc sans frontière, roman historique de Jean-Louis Sarthou (2013), fait revivre la façon dont l'archiduc Louis Salvator de Habsbourg promut les communes de Deià et Valldemossa à la fin du XIXe siècle.
Dans Un hiver à Majorque, George Sand a écrit : « Tout ce que le poète et le peintre peuvent rêver, la nature l'a créé à cet endroit ! »
L'astéroïde (35725) Tramuntana a été nommé en l'honneur du massif montagneux en 1999 par les astronomes de l'Observatoire astronomique de Majorque.